# ماري ليمان
ماري ليمان (بالسويدية: Marie Lehmann)‏ هي صحفية ومقدمة تلفزيونية سويدية، ولدت في 14 مارس 1965 في Tyresö ‏ في السويد.